# Ribarniți Plovdiv
Ribarniți Plovdiv este o arie protejată (arie de protecție specială avifaunistică — SPA) din Bulgaria întinsă pe o suprafață de 145,77 ha, integral pe uscat.

## Localizare
Centrul sitului Ribarniți Plovdiv este situat la coordonatele 42°11′20″N 24°45′40″E / 42.188889°N 24.761111°E.

## Înființare
Situl Ribarniți Plovdiv a fost declarat arie de protecție specială avifaunistică în martie 2007 pentru a proteja 43 de specii de animale.

## Biodiversitate
Situată în ecoregiunea continentală, aria protejată nu include niciun habitat protejat.
La baza desemnării sitului se află mai multe specii protejate de  păsări (43): fluierar de munte (Actitis hypoleucos), pescăruș albastru (Alcedo atthis), rață lingurar (Anas clypeata), rață pitică (Anas crecca), rață fluierătoare (Anas penelope), rață mare (Anas platyrhynchos), rață cârâitoare (Anas querquedula), gârliță mare (Anser albifrons), stârc cenușiu (Ardea cinerea), stârc roșu (Ardea purpurea), ciuf de câmp (Asio flammeus), rață-cu-cap-castaniu (Aythya ferina), rață roșie (Aythya nyroca), buhai de baltă (Botaurus stellaris),  prundaș gulerat mic (Charadrius dubius), barză albă (Ciconia ciconia), erete de stuf (Circus aeruginosus), erete vânăt (Circus cyaneus), lebădă de vară (Cygnus olor), egretă albă (Egretta alba), egretă mică (Egretta garzetta), lișiță (Fulica atra), becațină comună (Gallinago gallinago), Gallinago media, găinușă de baltă (Gallinula chloropus), cocor (Grus grus), stârc pitic (Ixobrychus minutus), pescăruș argintiu (Larus cachinnans), pescăruș râzător (Larus ridibundus), gaia neagră (Milvus migrans), stârc de noapte (Nycticorax nycticorax), vultur pescar (Pandion haliaetus), cormoran mare (Phalacrocorax carbo), cormoran mic (Phalacrocorax pygmeus), lopătar (Platalea leucorodia), țigănuș (Plegadis falcinellus), corcodel mare (Podiceps cristatus), cristei de baltă (Rallus aquaticus), corcodel mic (Tachybaptus ruficollis), fluierar cu picioare verzi (Tringa nebularia), fluierarul de zăvoi (Tringa ochropus), fluierarul cu picioare roșii (Tringa totanus), nagâț (Vanellus vanellus)